# ジョン・アームストロング (大陸軍少将)
ジョン・アームストロング（John Armstrong, 1717年10月13日 - 1795年3月9日）は、アメリカ合衆国の土木技師であり、アメリカ独立戦争では少将で従軍した軍人である。アームストロングはペンシルベニアから大陸会議の代議員に選出された。

## 生い立ち
アームストロングは、1717年10月13日にアイルランドのファーマナ県ブルックバラで、ジェイムズ・アームストロングとジェーン・キャンベル・アームストロング夫妻の子供として生まれた。アームストロングは有名なスコットランド国境の無法者、ジョニー・アームストロングの直系子孫であった。アームストロングはアイルランドで教育を受け、土木技師となり、ペンシルベニアに移住した。ペンシルベニアでの仕事は、植民地を所有するペン家の測量師であった。1750年、カーライルの町の設計を行ったのが最初の仕事であり、アームストロング自身もそこの最初の開拓者になった。さらに後に新しく作られたカンバーランド郡の測量師に指名された。

## フレンチ・インディアン戦争
フレンチ・インディアン戦争の時、デラウェア族インディアンとフランス軍の連合軍が、1756年6月にペンシルベニアのグランビル砦（今日のルイスタウン近く）を襲って破壊し、キタニング・パスを通って、アレゲニー川沿いキタニングの防御が施された集落に多くの捕虜を連れ帰った。知事のジョン・ペンは、カンバーランド郡に駐在する植民地軍に対処するよう命じた。この時大佐であったアームストロングは、キタニング遠征隊を率い、敵地領内深くまで大胆な侵略を行って1756年9月8日にキタニングを破壊した。この行動でアームストロングは「キタニングの英雄」という終生続く呼称を貰った。
1758年、アームストロング大佐は2,700名のペンシルベニア植民地軍を率いてジョン・フォーブス遠征隊に参加し、その接近の報だけでフランス軍はデュケイン砦を放棄して破壊した。アームストロングはこの遠征隊にいた民兵指揮官ジョージ・ワシントン大佐と親しくなった。

## アメリカ独立戦争
アメリカ独立戦争の初期、アームストロングはペンシルベニア民兵隊の准将になった。1776年3月1日、大陸会議はアームストロングを大陸軍の准将に指名した。アームストロングは南部に派遣されてサウスカロライナのチャールストンの防衛準備を始めた。ここではアームストロングの土木に関する知識が生きて防御を固めることが出来、1776年6月のイギリス軍からの攻撃を凌ぐことが出来た。チャールズ・リー将軍がチャールストン駐在軍の指揮官として赴任したので、アームストロングはペンシルベニアの本隊と民兵隊の勤務に戻った。ペンシルベニア政府はアームストロングを民兵隊の少将に指名した。この時点で大陸軍への従軍は終わったが、戦争に対してまたワシントン将軍に対しての協力は続けた。
アームストロングは、1777年9月からのイギリス軍によるフィラデルフィア方面作戦に対抗する防衛軍の一翼を担い、ブランディワインの戦いやジャーマンタウンの戦いに参戦した。1777年9月11日のブランディワインの戦いでは、アームストロングの民兵隊がアメリカ軍の最左翼を守った。軍需物資を守る役目もあった。激しい戦いの後で、アメリカ軍は退却を強いられ、一部は降伏の危機に直面した。アームストロングは暗闇に紛れてパイルズフォードから物資や民兵共々退却に成功した。
10月2日のジャーマンタウンの戦いでは、アームストロングがアメリカ軍の右翼を率いた。アームストロング隊の役目は、イギリス軍の左翼側面を回り込んで攻撃し後方に回ることだった。他の隊の行軍遅れや障害があったにも拘わらず、全体の攻撃はうまく行き掛けたが、中央部隊がチューハウスという大きな石造りの邸宅に立てこもったイギリス軍に手を焼いて進軍が止まってしまった。その後、アダム・ステファンの部隊が霧の中でアンソニー・ウェインの部隊を誤って攻撃し撤退に追い込んでしまうという出来事があり、アメリカ軍が崩壊した。アームストロング隊はジャーマンタウンの中央部近くまで前進していたが、大きな戦闘には遭遇しなかったので、後にアームストロングは「十中八九は勝っていた戦闘だったが、不思議なことに負けてしまった。この期に及んで誰も退避の理由を説明できない」とこぼした。
ジャーマンタウンの後では、アームストロングは実戦の指揮を免除された。60歳になって健康も以前のようには行かず、古傷に悩まされた。カーライルの自家に戻ったアームストロングはペンシルベニア議会により大陸会議の代表に選ばれた。代表を1777年から1780年まで務めたアームストロングはワシントンと大陸軍の強い支持者であり続けた。アームストロングは新しいアメリカ合衆国憲法も確固として支持し、大陸会議としての最後の会期である1787年と1788年の代表も務めた。

## 余生
アームストロングはその人生を通じて多くの地元や市民のための職に仕えた。その一つがカーライルの教育委員会であり、ベンジャミン・ラッシュ博士が町で大学を開設しようと提案した時当初は反対した。後にアームストロングが折れて、ディッキンソン・カレッジの最初の理事会の一員となった。アームストロングはカーライルで1795年3月9日に死去し、オールド・カーライル墓地に埋葬された。1800年ペンシルベニア州はキタニングに新しい郡を起こし、アームストロング郡と名づけた。アームストロングの息子、ジョン・アームストロング・ジュニアは、やはり軍隊と議会で功績を残した。